# Convento Hospital de San Francisco (Sasiola)

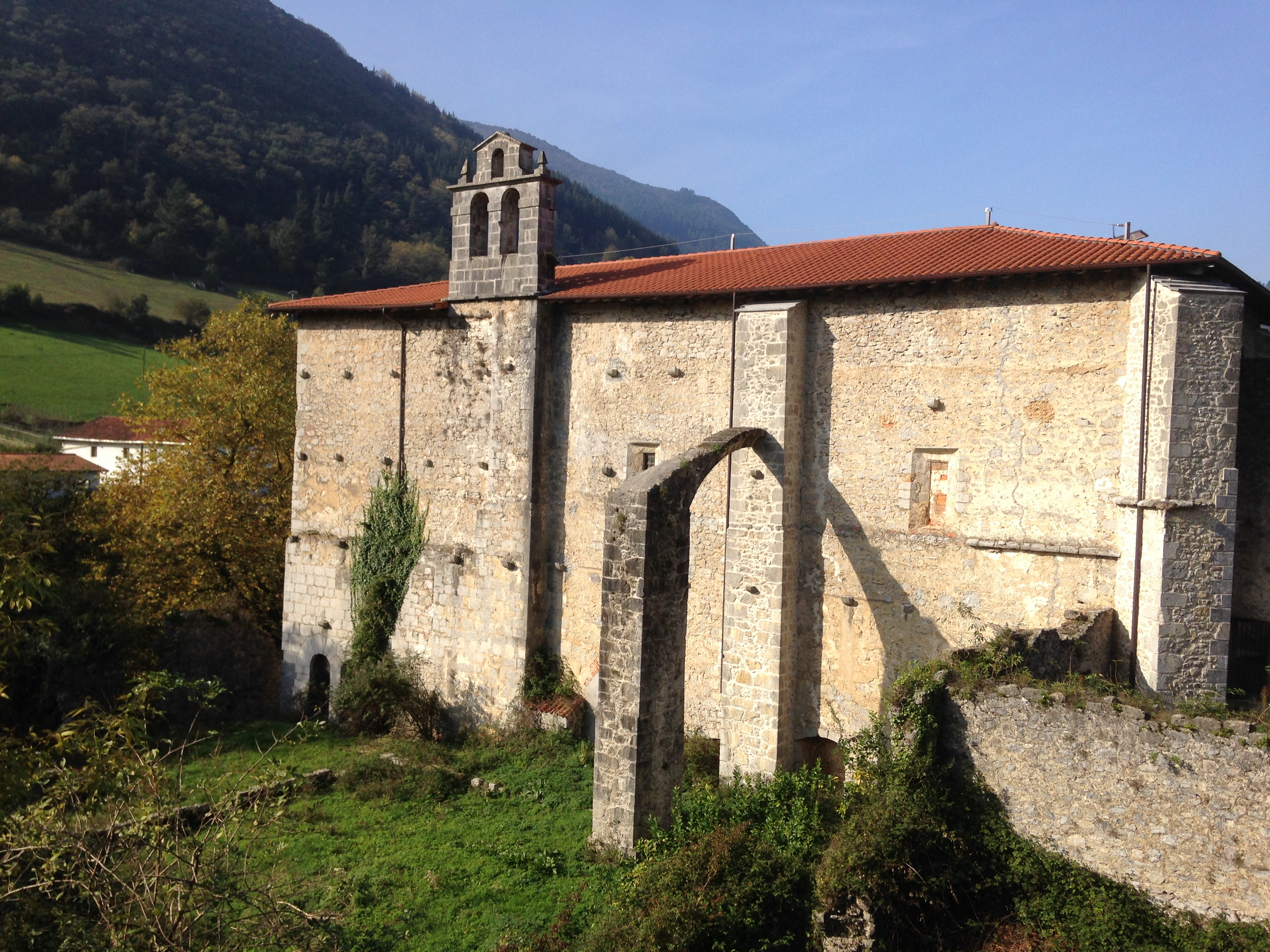
Iglesia del convento de hospital de Sasiola (2016)

El convento hospital de San Francisco de Sasiola es un antiguo establecimiento religioso sito en el barrio de Sasiola, perteneciente a la localidad guipuzcoana de Deva en el País Vasco, España. Está ubicado en la orilla derecha del río Deva a 5 km de su desembocadura y del casco urbano de la villa de Deva en pleno Camino de Santiago. El 17 de enero de 1964 fue declarado monumento provincial.
Se conservan restos del claustro, del hospital de peregrinos y la iglesia, correspondientes al siglo XVII. El templo es un edificio de estilo gótico de una sola nave dividida en tres tramos. La nave está reforzada en el exterior con contrafuertes y un arbotante. En el interior destaca un retablo del siglo XVII con escenas de la vida de San Francisco, que se conserva en perfecto estado. Obra de Tomás de Jauregui con añadidos de  Francisco de Ibero, hijo del arquitecto Ignacio Ibero. Tras años de abandono la iglesia se retejó en 1975 y posteriormente se volvió a reparar.

## El enclave y la familia
Sasiola, topónimo que proviene de sasi, "zarza" y ola, "factoría", "lugar de trabajo", es un lugar ubicado estratégicamente a orillas del río Deva, al final de su tramo de ría, navegable y cerca del puerto marítimo de Deva, que se hallaba en la bocana de la ría. Al lado del vado formado por el valle de Astigarribia al pie del monte Arno. Justo en el punto de encuentro de los términos municipales de Deva, Motrico y Mendaro y en la divisoria de las antiguas tribus autóctonas de los várdulos y los caristios así como de los dialectos éuscaros vizcaíno y guipuzcoano. En esta parte del valle del Deva, justo donde se encuentra con el de Astigarribia y se accede al valle ciego de Lastur, bajo las cumbres de los montes Arbil y Sosatamendi, se hallan numerosos yacimientos prehistóricos como el de Ermittia que dan fe de su ancestral ocupación por el hombre.
En este punto, en cuya orilla izquierda se encuentra la iglesia de San Andrés de Astigarribia, una de las primeras iglesias del territorio histórico de Guipúzcoa, se halla un importante cruce de caminos y el primer lugar de cruce del río Deva desde su desembocadura. La importante ruta comercial que unía la meseta castellana con la costa cantábrica que sacaba los productos castellanos, principalmente lana, al exterior mediante el comercio marítimo e introducía el hierro, en barcaza hasta el puerto fluvial de Alzola ya en Elgoibar, para las ferrerías que se ubicaban a orillas del Deva y de sus afluentes, se cruza en Sasiola con la que recorría la costa cantábrica que procedente de Francia pasa por San Sebastián y va, dirección Astigarribia, hacia Olatz, Marquina-Jeméin y Bolívar por la colegiata de Cenarruza, por donde pasa el Camino de Santiago en su ramal costero, y el acceso a Azpeitia y Cestona por Lastur, todas confluyen aquí, justo en el cruce del río. Estas circunstancias devinieron en una importante fuente de riqueza para la familia que lo controlaba, la familia que adopta en nombre del lugar, Sasiola, originaria de este solar y documentada desde el siglo XIV.
El cruce del río se efectuó primero con gabarras (en 1565 el servicio era de pago y dependía del ayuntamiento de Deva) y luego por puentes. El primer proyecto que se conoce data de 1565 y lo realizó el licenciado Olazaban pero no se pudo construir debido a discrepancias con el ayuntamiento de Deva. Entre 1618 y 1619, obra de Juan Ortiz de Oraeta, se construye el primer puente que es destruido por las tropas francesas en 1674 y remplazado a finales del mismo siglo. este puente se derrumbó el 20 de mayo de 1801 por una riada. Al año siguiente se reconstruye estando en servicio hasta que en 1939 se realiza un nuevo puente de hormigón como parte de la carretera nacional N-634, ambos puentes se conservan en la actualidad. La autopista A-8 cruza el valle con un espectacular viaducto realizado en la década de los años 1970. A finales del siglo XIX se construye el ferrocarril que cruza en este punto el Deva con un magnífico puente de hierro.
En este lugar el 28 de noviembre de 1794 se detuvo el ataque de una división del ejército francés que será rechazada el 19 de diciembre. Los franceses volvieron a atacar el puerto de Sasiola, ataque coordinado con otros a Elgoibar y Pagotxoeta, el 11 de marzo del año siguiente. De nuevo los franceses fueron rechazados en un nuevo ataque realizado el 19 de mayo pero tomarían el lugar el 28 de junio de 1794.
De la casa torre de los Sasiola era originaria María Juana Ibáñez de Sasiola, hija de Beltrán Ibáñez de Sasiola y de Domenja de Lasalde que se casó con el ondarrés Juan Pérez de Licona, conocido como "Balento", en el año 1458, proveniente de la casa de los Licona, tío abuelo de Ignacio de Loyola por parte de madre y comerciante con nave propia. El matrimonio recibió como parte de su dote los terrenos de la casa torre de Sasiola. 
La familia de Sasiola se asentaría posteriormente en la localidad de Zumaya. Su escudo de armas consta de dos elementos sustanciales: una cruz de San Antón de gules (signo de la tau que tomaron los antonianos) a la cual acompaña en sinople un trébol de tres hojas, dos de ellos en lo alto y el otro al pie de la cruz, esto refleja la devoción de la familia Sasiola hacia San Antón y San Francisco no solo por el escudo sino también por la fundación del monasterio en 1503 y las capillas de san Antón en Zumaya en 1504 y Deva en 1520. La familia Sasiola fue descrita por el historiador Lope García de Salazar como "de buenos escuderos y muy asentados" perteneciente al bando Gamboíno.

## Historia

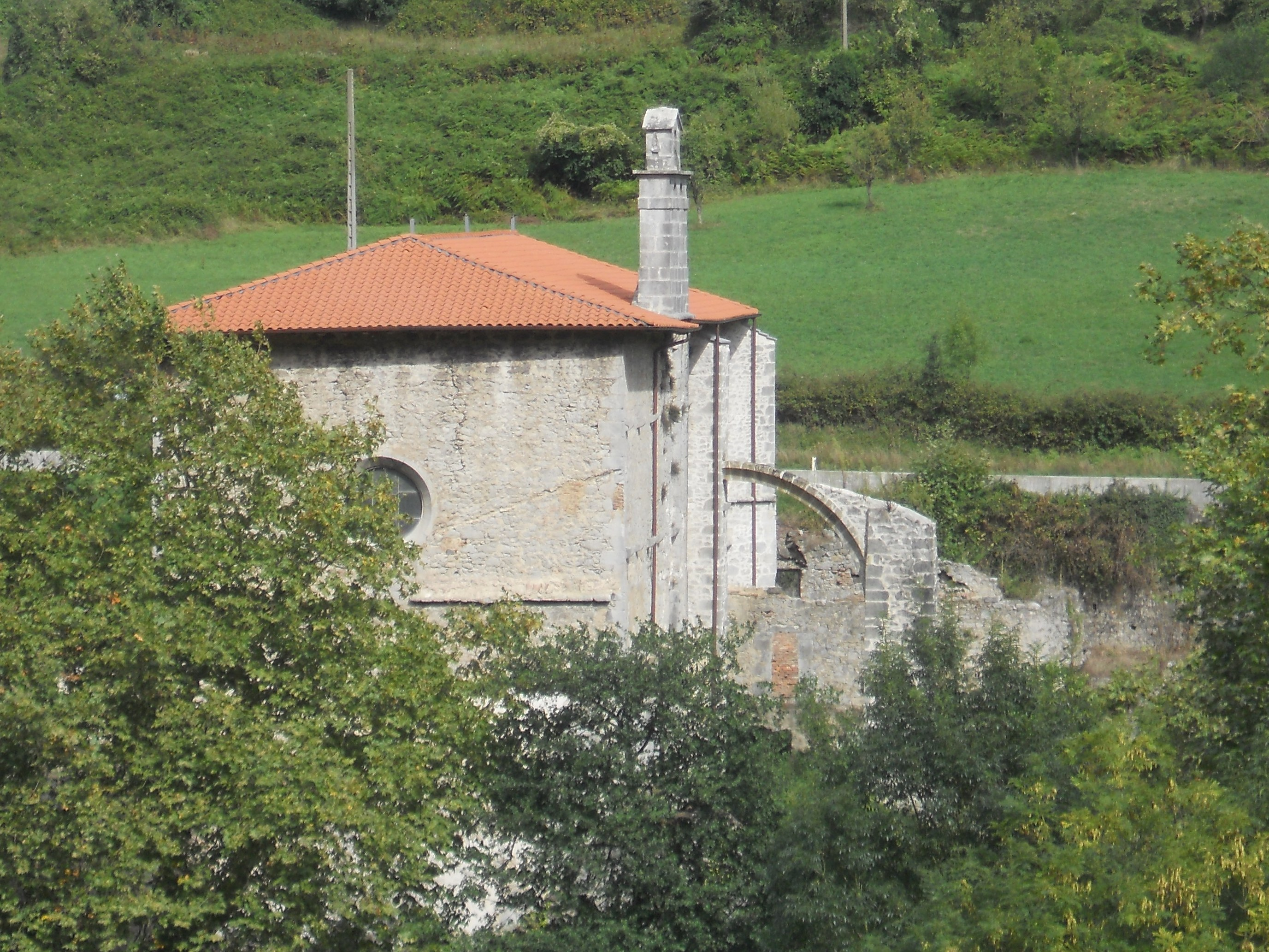
Iglesia del convento de hospital de Sasiola (2012)

El 31 de julio de 1503 Juan Pérez de Licona llamado "Balento"  y su esposa María Ibáñez de Sasiola deciden donar los terrenos de su propiedad en los que estaba ubicado el astillero de Sasiola y las tierras que lo circundaban a la Orden de San Francisco para que pudieran fundar allí un convento, que sería el segundo en la provincia de Guipúzcoa, tras el Santuario de Aránzazu, después de que hubieran intentado fundar un establecimiento próximo al Santuario de Itziar, lo que fue impedido por los cabildos eclesiástico y secular.
Algunos autores señalan que antes de esa fecha ya funcionaba un hospital de peregrinos en el lugar, que sirvió hasta 1738. Este hospital tenía cementerio propio y huerto. Según las conclusiones de un estudio realizado en el año 2002 por un equipo de la Universidad del País Vasco dirigido por Santiago Sánchez Beitia este monasterio podría ser anterior al de Aránzazu. También hay informes que dicen que podría ser el segundo que se fundó en Guipúzcoa después del de San Bartolomé de las agustinas de San Sebastián, ya que así parece señalado en una relación remitida a Roma por la provincia franciscana de Cantabria en 1646. Ya en 1592 en unas memorias presentadas a Juntas Generales por el elgoibarrés Juan de Zubizarreta afirma que "fama es que trecientos años ha se fundó el convento de sasiola".
Los franciscanos explotaban las tierras que poseían, en especial en este punto realizan una buena explotación forestal destinada a la construcción naval. Se sabe que plantaban anualmente tantos árboles como talaban siendo la cifra sobre los 800 ejemplares. 
En 1526 Juan Sebastián Elcano dejó en testamento 10 ducados de oro al convento. En 1715 Juan Pérez de Licona hace testamento en el que expresa el deseo de que tanto él como su esposa fueran enterrados en la iglesia del convento.
En 1677 se sabe que la comunidad franciscana estaba formada por 20 frailes que cuidaban del hospital y también acudían a diferentes servicios a los pueblos vecinos. Los organistas del convento daban servicio de afinado de órgano a las iglesias del contorno. En 1774 había once frailes de los cuales uno era el guardián, tres predicadores y un visitador. En 1809 había 16 frailes.
José Bonaparte suspendió en 1809 varias comunidades de franciscanos en Guipúzcoa lo que causó dificultades hasta 1814. En 1836 se realiza la desamortización de Mendizábal y los frailes abandonan el convento sobre 1840. Se procede a la venta de la propiedad y se derriban las construcciones monacales reutilizando la piedra para nuevos proyectos como la construcción del ferrocarril o de la carretera, que atravesaría la huerta en 1857.
La desamortización de Mendizábal dejó sin vender la iglesia. El 17 de enero de 2001, por indicación de la diputación foral de Guipúzcoa, la Iglesia católica realizó la adscripción del inmueble tras haberla solicitado la diócesis de San Sebastián.
El 17 de enero de 1964 se declara a la iglesia del monasterio monumento provincial y en agosto del año 1964 Juan Erenchun denuncia la situación de abandono del templo. En 1970 se derrumba parte del tejado y al año siguiente se crea la Junta de Cooperación Cultural que no realiza reparación alguna y trata de trasladar el retablo, pieza de más valor, a Aránzazu, cosa que no consigue al negarse los franciscanos a ello.
En junio de 1973 se funda en Deva la asociación "Amigos de Sasiola" y en 1974 el Colegio Vasco Navarro de arquitectos realiza un plan de restauración dirigido por Manuel Urcola con un presupuesto de 9,5 millones de pesetas, ese plan no se llegaría a realizar nunca. En 1975 se interviene por parte de la diputación de Guipúzcoa y se repara el tejado. En el transcurso de las obras se desploman dos bóvedas, la central y la del ábside.
El 1976 se inaugura la nueva cubierta, que costó 2 millones de pesetas, financiada por la Asociación de Amigos de Sasiola, el Ayuntamiento de Deva y colectas entre los vecinos. En la década de los años 80 la diputación hizo obras de consolidación de la iglesia y poco después, dentro del "Plan 2007-2011 fortalecer el camino de Santiago" se plantea la rehabilitación del convento de Sasiola. En el año 2010, con una inversión de 660.000 euros, se reconstruyen las bóvedas, se solventan las fisuras, repara la cubierta y limpian las paredes. Queda pendiente otorgarle un uso después de que se barajara el que fuera sede de la Escuela de Arte de Deva o albergue de peregrinos.

## Las instalaciones monacales
El convento contaba con iglesia, claustro adyacente a la iglesia situándose en sus otros tres lados sendos edificios de tres pisos donde, en la planta baja, se situaba el refectorio y la sala capitular y en los pisos las celdas de los frailes, huerta cerrada a la que se accedía por un pequeño puente, frontón, casa síndica y la casa hospital con cementerio. 
El convento franciscano se situaba entre la Casa Torre de Sasiola, donde se realizaban labores de comercio de mercancías (almacenamiento, cobro de aranceles...), y el hospital de peregrinos del Camino de Santiago en su ramal de la costa. 
En la actualidad se conserva la iglesia en su integridad y la casa síndica reconvertida en caserío.

### La iglesia
La iglesia está formada por una única nave de planta rectangular unida al resto de instalaciones conventuales mediante varias puertas. Sus paredes son de mampostería de un grosor de 0,80 metros y la nave mide 35 metros de largo por 10,5 metros de ancho con una altura de 15,30 metros. 
Las bóvedas estrelladas, de traza gótica tardía, enlazadas entre sí, que se sostienen gracias a varios contrafuertes y un arbotante. La nervadura nace a 9,50 metros de altura situándose las claves a 15,30 metros. Los contrafuertes son exteriores e interiores, rompiendo la monotonía de las paredes.  Los espacios del techo que quedan entre los nervios laterales que delimitan las bóvedas estrelladas y los muros laterales se cubren por cuatro bóvedas semiestrelladas que nacen en capiteles semipoligonales. Las zonas de los cuatro ángulos extremos del rectángulo de la nave se cierran con cuatro cuartas de bóveda estrelladas. Existen en las nerviaciones y plementería de las bóvedas externas, irregularidades muy acusadas en su dibujo y distribución de simetrías que constituyen un elemento que singulariza y caracteriza a esta iglesia. 
Los ángulos de la nave así como todas las aristas exteriores y vanos de ventanas y puertas están hechos de sillería. En la fachada oeste se abre un rosetón mientras que en las demás se abren ventanas rectangulares. Sobre la cubierta, en la fachada sur, se levanta una espadaña para las campanas.
La entrada a la nave se sitúa en la fachada norte donde se accede a través de un portal formado por dos arcos de medio punto. En un lateral hay una escalera para subir al coro situado sobre un aro que cruza la nave en el ábside de la misma.

### El retablo
El retablo mayor está situado en el presbiterio. Es de estilo barroco de carácter rococó y semejante al del convento Bidaurreta de Oñate, de madera de nogal negro. Diseñado por Tomás de Jauregui y con añadidos de Francisco de Ibero, fue encargado por el vecino de Deva Andrés de Goicolea y construido por los mutrikuarras Domingo de Laca y Domingo de Pellón.
Se inauguró el 31 de enero de 1764 y al cabo de siete años se añadieron algunos elementos y repararon algunas deficiencias.
Ocupa toda la pared y sube hasta los 15,50 metros de altura. Tiene zócalo, dos pisos y una hornacina en lo alto. En el centro del primer cuerpo hay un sagrario y un repositorio. En el centro del segundo piso se sitúa la imagen de San Francisco en éxtasis con San José y San Agustín a los lados. En la hornacina que corona el retablos su ubica una imagen de la virgen con un Jesucristo yaciente enmarcada en una moldura mixilínea. En el cuerpo principal hay varias figuras entre las que destaca San Antonio que se ubica sobre el sagrario. La figuración está sin policromar aunque alguna de las imágenes sí lo estén.